# Transición democrática sudanesa de 2019
La Transición democrática sudanesa de 2019 empezó formalmente el 5 de julio de 2019.
Omar al Bashir derrocó al gobierno democráticamente elegido de Sadiq al-Mahdi en 1989 y este fue derrocado en un Golpe de Estado en abril de 2019, después de una serie de protestas, en el que fue reemplazado por el Consejo Militar Transitorio. Tras nuevas protestas y una Masacre en la ciudad de Jartum, los militares y la alianza de las Fuerzas de Libertad y Cambio (FFC) acordaron un proceso de transición de 39 meses para volver a la democracia, incluida la creación de instituciones ejecutivas, legislativas y judiciales.
El 17 de julio, Consejo Militar Transitorio y grupos opositores civiles firmaron una forma escrita del acuerdo. La Coordinación General Desplazada de Darfur se opuso al acuerdo verbal del 5 de julio y el Frente Revolucionario de Sudán, las Fuerzas del Consenso Nacional, y la Red de Periodistas Sudaneses se opusieron al acuerdo escrito del 17 de julio. El 4 de agosto de 2019, el Proyecto de Declaración Constitucional fue firmado inicialmente por Ahmed Rabee por parte del FFC y por el jefe adjunto del TMC, Mohamed Hamdan Dagalo ("Hemetti"), en presencia de mediadores de la Unión Africana y de Etiopía, y fue firmado formalmente por Rabee y Hemetti el 17 de agosto en presencia de jefes de Estado y de gobierno internacionales. El proceso de transición se ha visto imposibilitado por otra guerra civil.

## Antecedentes
Las elecciones de Sudán en 1948 se celebraron mientras Sudán todavía estaba bajo el dominio anglo-egipcio, con el debate sobre la unión o separación de Egipto como uno de los temas electorales importantes. Después de la independencia en 1956, el medio siglo posterior incluyó una combinación de elecciones nacionales, constituciones, gobiernos de coalición, golpes de estado, participación en la Guerra Civil Chadiana (2005-2010), islamización bajo la influencia de Hassan al-Turabi y la independencia de Sudán del Sur.
El 30 de junio de 1989, oficiales militares bajo las órdenes del coronel Omar al Bashir, con apoyo e instigación del Frente Islámico Nacional (FIN), orquestaron un golpe militar que reemplazó a Sadiq al-Mahdi y su gabinete por una junta militar con el Consejo de Mando Revolucionario para la Salvación Nacional, quién clamaba que estaba salvando al país de los "partidos políticos podridos" El resultado fue un régimen dictatorial que ha sumido a la nación africana en una extrema pobreza y aislamiento internacional. La dictadura de Omar al Bashir ha estado empañada por importantes crisis y su figura ha generado profundas divisiones por su forma de abordar las numerosos conflictos internos, sus abusos contra los derechos humanos y por su enfrentamiento con Occidente. El país ha sufrido largos períodos de aislamiento desde que Estados Unidos incorporó en 1993 al país africano a su lista de estados patrocinadores del terrorismo por dar refugio a terroristas islamistas como Osama bin Laden y Carlos El Chacal. Unas de esas crisis fue ocasionada por la imposición la ley islámica, la sharía, agravando el resentimiento de las provincias del sur, de religiones cristiana y animista, alimentando una guerra que se desató en 1983 y solo se cerró en 2005, con un acuerdo que conduciría a la independencia de Sudán del Sur en 2011 y provocaría el fin de buenos ingresos petroleros al país.
Pero mientras cerraba el conflicto con el sur, se levantaron los rebeldes de Darfur, a los que aplastó con una dureza sangrienta lo que provocó que se ordena su arresto por la Corte Penal Internacional por crimen de guerra haciendo lugar al pedido del fiscal argentino Luis Moreno Ocampo en marzo de 2009.

### Protestas en Sudán de 2018-19
En diciembre de 2018 comenzaron una serie de protestas contra el gobierno de Sudán tras el fin a los subsidios al trigo y combustible decretado por Omar Hasán Ahmad al Bashir. Agregándose a las protestas contra carestía y la inflación, pero pronto se tornaron en contra del mandatario, que de momento pareció contar con el apoyo de todas las instituciones estatales sudanesas. En este marco, el dictador sudanés decretó el estado de emergencia, lo que implica que no se pueden llevar a cabo ningún tipo de concentraciones ni manifestaciones sin la autorización formal del Estado, sin embargo, movimientos políticos y sociales de oposición han hecho caso omiso a tal indicación y continuaron con esta hasta abril de 2019. Luego destituyó a prácticamente todo el Gobierno y nombró militares al frente de los diferentes estados del país, liberó a los detenidos e hizo llamadas al diálogo y la serenidad, pero el malestar ciudadano, latente en los últimos dos meses, reapareció con toda su fuerza.
La protestas comenzaron cuando desde el fin de semana del 5 al 8 de abril de 2019 empezaron una sentada en la sede del ejército de Sudán.
Al menos cinco personas murieron en la capital de Sudán, Jartum, durante las últimas manifestaciones contra la dictadura de Omar al Bashir que se realizó el 8 de abril de 2019 sumándose a un larga lista de 38 muertos y miles de detenidos por esta situación.

### 9 de abril
Miles de manifestantes continuaron congregados en los alrededores del cuartel general del ejército de Sudán, en su capital, Jartum, por cuarto día consecutivo pese a los reiterados intentos de las fuerzas de seguridad del régimen de Omar al Bashir de desalojarlos por la fuerza. Testigos aseguran que en la madrugada se produjeron disparos y lanzamiento de gases lacrimógenos que provocaron, según fuentes de los manifestantes, entre dos y siete muertos. Las protestas ciudadanas que comenzaron el pasado mes de diciembre se han reavivado coincidiendo con la caída del dictador argelino Abdelaziz Buteflika.

### Golpe de Estado
Después de 25 años en el poder, el presidente de Sudán, Omar al Bashir, fue derrocado y arrestado, informó el ministro de Defensa del país africano, Ahmed Awad Ibn Auf. Su guardia personal fue reemplazada y se encuentra bajo estricta vigilancia.
En las primeras horas de la mañana del 11 de abril de 2019 vehículos militares habían ingresado a un complejo militar donde se encontraba la residencia de al Bashir. La televisión estatal interrumpió su programación habitual con el anuncio de que el ejército entregaría un comunicado.
Un grupo de oficiales ingresó al edificio de la cadena estatal de radio y televisión Sudan TV en Omdurman, ciudad satélite de Jartum, la capital sudanesa, para emitir el anuncio al pueblo.
En una alocución televisiva, el ministro informó que el ejército había decidido tomar el control del país durante un periodo de transición de dos años, al que seguirá una convocatoria a elecciones. También indicó que se ha declarado un estado de emergencia en todo Sudán que se extenderá por 90 días. Awad Ibn Ouf anotó que la Constitución del país ha sido suspendida, los puestos fronterizos permanecen clausurados hasta nuevo aviso y el espacio aéreo estará también cerrado por 24 horas.

## 5 de julio de 2019
El 5 de julio de 2019, con la ayuda del mediador de la Unión Africana Mohamed El Hacen Lebatt y el mediador etíope Mahmoud Drir, el Consejo Militar Transitorio y la alianza de fuerzas opositoras civiles llegaron a un acuerdo verbal, incluido Siddig Yousif e Ibrahim al-Amin, sobre la formación de instituciones gubernamentales, bajo las cuales la presidencia del gobierno de transición rotaría entre militares y civiles.
El acuerdo verbal inicial acordado por el CMT y los negociadores civiles incluyó la creación de un Consejo Soberano de Sudán, un período de transición de 39 meses que condujo a elecciones, un gabinete de ministros, un consejo legislativo y una investigación sobre la masacre de Jartum.

## Objeciones a los acuerdos del 5 y 17 de julio de 2019
La Coordinación General de Desplazados de Darfur, que representa a las personas desplazadas de Darfur en relación con el genocidio de Darfur, se opuso al acuerdo verbal del 5 de julio, describiéndolo como "defectuoso en forma y contenido" y "un intento desesperado de sostener el gobierno del Partido del Congreso Nacional", el partido político dominante de los 30 años de gobierno de Sudán de Omar al-Bashir.
En los días posteriores al acuerdo escrito del 17 de julio, grupos rebeldes representados por el Frente Revolucionario de Sudán (SRF), las Fuerzas del Consenso Nacional (NCF), una coalición de partidos políticos que se opusieron al Congreso Nacional de al-Bashir,y la Red de Periodistas Sudaneses se opusieron al acuerdo escrito firmado. El NCF y el SRF dijeron que el FFC había firmado el acuerdo en Jartum sin esperar al NCF y otras fuerzas de la oposición, que todavía habían estado discutiendo el acuerdo propuesto en Addis Abeba. El NCF declaró que el acuerdo "va hacia la concesión del poder a la junta militar", y que el acuerdo no prevé una investigación internacional sobre los "crímenes cometidos durante el gobierno de al-Bashir".La Red de Periodistas Sudaneses dijo que el acuerdo escrito "fortalece el poder de la junta, ... y trata de usurpar el poder robando los esfuerzos, el sudor y la sangre de la revolución". El NCF pidió que el borrador de la declaración constitucional se distribuya para comentarios antes de la firma, de modo que tenga en cuenta las preocupaciones del NCF.

## Acuerdo Político y Declaración Constitucional
Los militares y las fuerzas políticas firmaron la forma escrita del Acuerdo Político el 17 de julio de 2019 ante testigos que representan a la Unión Africana, Etiopía y otros organismos internacionales .
Los elementos del acuerdo incluyen:
1. La creación de un Consejo de Soberanía de 11 miembros con cinco miembros militares y cinco civiles que serán elegidos por las dos partes y un civil que se acordará mutuamente;
2. Un período de transición de 3 años y 3 meses, dirigido por un miembro de TMC durante los primeros 21 meses y un miembro civil del Consejo de Soberanía durante los siguientes 18 meses;
3. La creación de un documento constitucional para el período de transición; El Artículo 9. (a) del Proyecto de Declaración Constitucional del 4 de agosto definió al Consejo de Soberanía como el jefe de Estado de Sudán;
4. Un Consejo de Ministros que será designado principalmente por el FFC, con el Consejo de Soberanía y sus miembros militares teniendo un papel parcial en la decisión;
5. Prohibición de que los miembros del Consejo Soberano de Sudán, el Consejo de Ministros y los gobernadores estatales del período de transición sean candidatos en las primeras elecciones que terminan el período de transición;
6. Se creará un consejo legislativo dentro de los tres meses posteriores a la creación del Consejo Soberano;[36][5]
7. La creación de una comisión dee investigación sudanesa "precisa y transparente" e independiente sobre la masacre de Jartum y los incidentes de violaciones de derechos humanos "relacionados"
8. Un programa de paz de seis meses para Darfur, Nilo Azul y Kordofán del Sur;
9. Iniciar un procedimiento para preparar una nueva constitución;
10. Establecer mecanismos de justicia transicional.
11. Las elecciones democráticas para determinar el liderazgo después del período de transición de 39 meses se mencionaron en el acuerdo verbal inicial y se mencionaron brevemente en el acuerdo escrito. El artículo 19 del Proyecto de Declaración Constitucional prohíbe que "el presidente y los miembros del Consejo de Soberanía y los ministros, gobernadores de provincias o jefes de regiones" "participen en las elecciones públicas" que siguen al período de transición de 39 meses. El artículo 38. (c) (iv) de la declaración establece que el presidente y los miembros de la Comisión Electoral serán nombrados por el Consejo de Soberanía en consulta con el Gabinete.